# Tesorería General de la Seguridad Social
La Tesorería General de la Seguridad Social (TGSS) de España es un servicio común de la Seguridad Social que unifica todos los recursos económicos y la administración financiera del Sistema de la Seguridad Social. Con personalidad jurídica propia, la TGSS se rige por los principios de solidaridad financiera y caja única y está tutelada por el Ministerio de Inclusión, Seguridad Social y Migraciones, a través de la Secretaría de Estado de la Seguridad Social.
La gestión del Sistema de Seguridad Social español se atribuye, entre otros, a los siguientes entes públicos adscritos al Ministerio de Inclusión, Seguridad Social y Migraciones: la Tesorería General de la Seguridad Social (TGSS), el Instituto Nacional de la Seguridad Social (INSS), el Instituto Social de la Marina (ISM), y la Gerencia de Informática de la Seguridad Social (GISS).
A su vez, de la Secretaría de Estado de la Seguridad Social dependen la Dirección General de Ordenación de la Seguridad Social, la Intervención General de la Seguridad Social y el Servicio Jurídico de la Administración de la Seguridad Social.

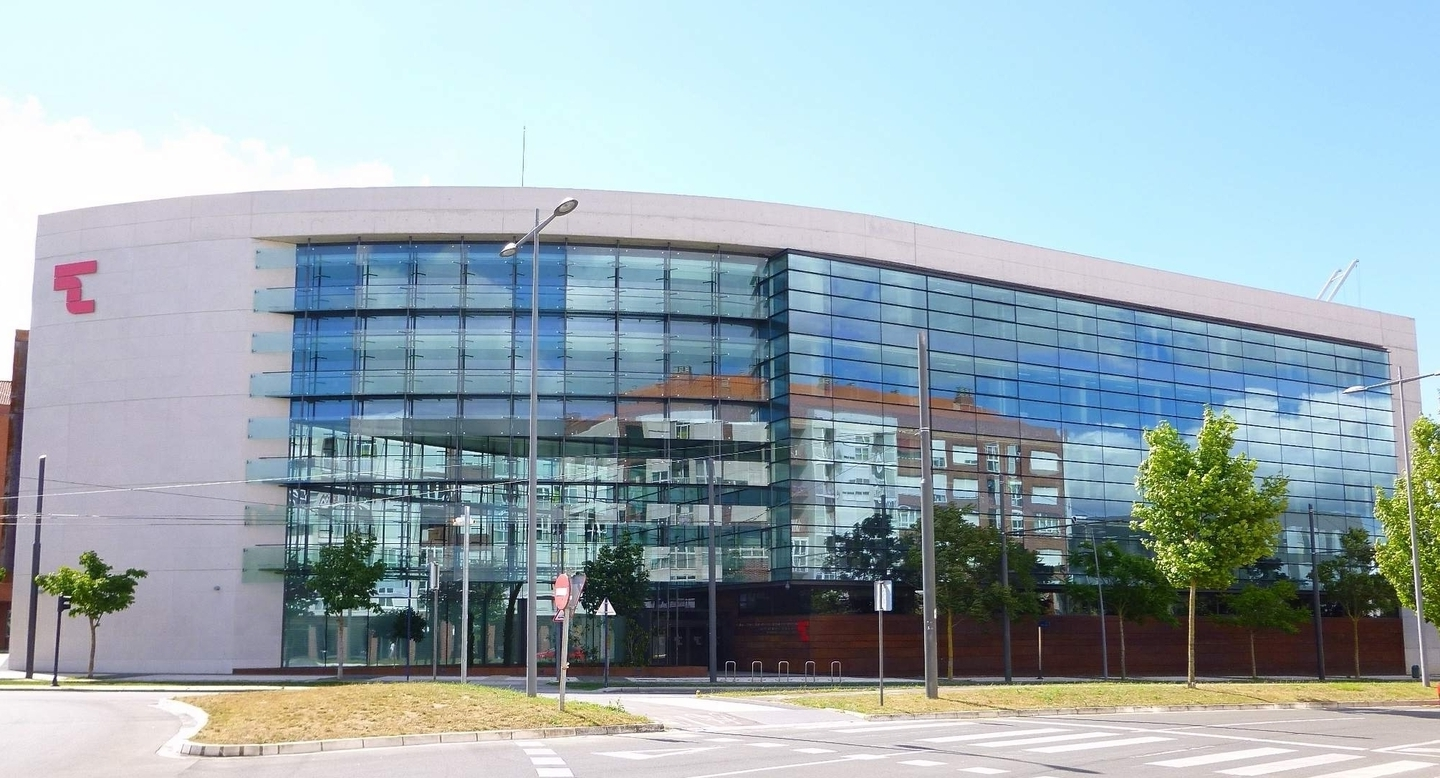
Sede de la Dirección Provincial de la TGSS en Vitoria.

## Historia
1883  Punto de partida de las políticas de protección se sitúa en la Comisión de Reformas Sociales.
1900  Se crea el primer seguro social, La Ley de Accidentes de Trabajo.
1908  Aparece el Instituto Nacional de Previsión en el que se integran las cajas que gestionan los seguros sociales.
1919  Los mecanismos de protección desembocan en una serie de seguros sociales, entre los que destacan el Retiro Obrero.
1923 * Seguro Obligatorio de Maternidad.
1931  Seguro de Paro Forzoso.
1942  *Seguro Obligatorio de Enfermedad.
1947  *Seguro Obligatorio de Vejez e Invalidez ( S.O.V.I. )
La protección dispensada por estos seguros pronto se mostró insuficiente, lo que llevó a la aparición de otros mecanismos de protección articulados a través de las Mutualidades laborales, organizadas por sectores laborales y cuyas prestaciones tenían como finalidad completar la protección preexistente.
Este sistema de protección con múltiples Mutualidades producía discriminaciones entre la población laboral, desequilibrios financieros y hacía muy difícil una gestión racional y eficaz.
1963  Aparece la Ley de Bases de la Seguridad Social.
1966  Ley General de la Seguridad Social con vigencia de 1 de enero de 1967.
1972  La Ley de Financiación y Perfeccionamiento de la Acción Protectora.
1978  La primera gran reforma es el Real Decreto Ley 36/1978, de 16 de noviembre que, en relación con de lo acordado en los Pactos de la Moncloa, crea un sistema de participación institucional de los agentes sociales favoreciendo la transparencia y racionalización de la Seguridad Social, así como el establecimiento de un nuevo sistema de gestión realizado por los siguientes Organismos:
- La Tesorería General de la Seguridad Social, como caja única
- El Instituto Nacional de la Seguridad Social, para la gestión de las prestaciones económicas.
- El Instituto Nacional de Salud, para las prestaciones sanitarias.
- Instituto Nacional de Servicios Sociales, para la gestión de los servicios sociales.
- El Instituto Social de la Marina, para la gestión correspondiente a los trabajadores del mar.

1980  En esta década se crea la Gerencia de Informática de la Seguridad Social, para coordinar y controlar la actuación de los servicios de informática.
1995  Se firma el Pacto de Toledo, con el apoyo de todas las fuerzas políticas y sociales, estableciendo una hoja de ruta para asegurar la estabilidad financiera y las prestaciones futuras de la Seguridad Social.
2000  Creación del Fondo de Reserva de la Seguridad Social.
2010  A nivel europeo, entran en vigor dos normas de coordinación europea de Seguridad Social: los Reglamentos 883/2004 y 987/2009.

## Competencias

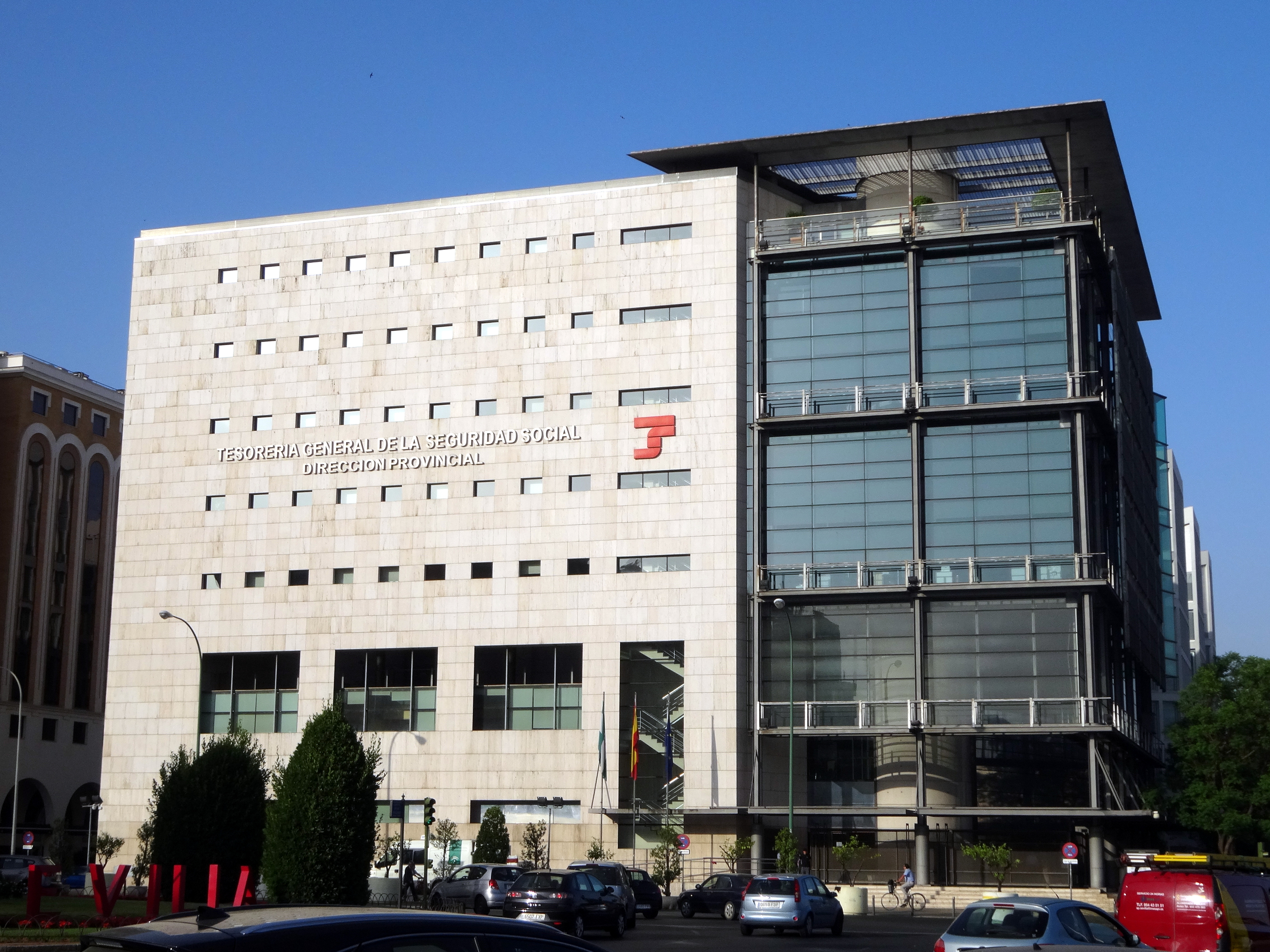
Sede de la Dirección Provincial de la TGSS en Sevilla.

De forma específica, corresponde a la Tesorería General:
- La inscripción de empresas y la afiliación, altas y bajas de los trabajadores.
- La gestión y control de la cotización y de la recaudación de las cuotas y demás recursos de financiación del sistema de la Seguridad Social.
- El aplazamiento o fraccionamiento de las cuotas de la Seguridad Social, en la forma, condiciones y requisitos establecidos.
- La titularidad, gestión y administración de los bienes y derechos que constituyen el patrimonio único de la Seguridad Social, en la forma y condiciones que se establezcan por el Ministerio de Inclusión, Seguridad Social y Migraciones, sin perjuicio de las facultades que las Entidades de la Seguridad Social y las Mutuas Patronales de Accidentes de Trabajo tienen atribuidas.
- La ordenación de los pagos de las obligaciones de la Seguridad Social y la distribución en el tiempo y en el territorio de las disponibilidades dinerarias para satisfacer puntualmente dichas obligaciones y evitar los desajustes financieros.
- La elaboración de la propuesta del anteproyecto de presupuesto de recursos de la Tesorería General de la Seguridad Social.
- La elaboración del presupuesto monetario, en el que se incluirán con la debida especificación, las previsiones necesarias para atender el cumplimiento de las obligaciones del sistema.
- La tramitación de las operaciones de crédito y anticipos de Tesorería necesarios para atender los desajustes financieros del sistema.
- La autorización de la apertura de cuentas en instituciones financieras destinadas a situar los fondos de la Seguridad Social.
- La gestión de la función reaseguradora de accidentes de trabajo.
- La gestión de los regímenes de previsión voluntaria a que se refiere el Decreto 1716/1974, de 25 de abril.
- La recaudación de las cuotas de desempleo, fondo de garantía salarial y formación profesional, en tanto aquella se efectúe conjuntamente con la de las cuotas de la Seguridad Social.
- La elevación a definitivas de las actas de liquidación de cuotas y de las actas de liquidación conjuntas con las actas de infracción, así como la imposición de sanciones a los trabajadores por infracciones en materia de Seguridad Social que afecten a su ámbito de competencias, en ambos casos a propuesta de la Inspección de Trabajo y Seguridad Social.
- La realización de cuantas otras funciones de naturaleza análoga le sean encomendadas por el Ministerio de Inclusión, Seguridad Social y Migraciones.

## Estructura Organizativa
El Real Decreto 1314/1984, de 20 de junio, regula la estructura y competencias de la TGSS, fijando las funciones de sus órganos directivos centrales y provinciales.

### Oficinas de la Seguridad Social
- Servicios Centrales
- Direcciones Provinciales
- Administraciones de la Seguridad Social
- Servicios de Gestión y Atención Telefónica Personalizada
- Unidades de Recaudación Ejecutiva

## La gestión de la TGSS, su incidencia en la sociedad
La proyección de la TGSS en la sociedad se refleja con algunas de las cifras generales de su gestión. Por ejemplo, en materia de inscripción y afiliación, la Tesorería General ha registrado en estos últimos años (2010-2014) una media de afiliación al Sistema de unos 16.900.000 afiliados ocupados.
Se alcanzaron máximos de afiliación en los años 2007 y 2008, con algo más de 19 millones de afiliados ocupados y actualmente se están registrando valores por encima de los 17 millones de afiliados ocupados.
En el mismo periodo 2010-2014, se inscribieron una media de 1.400.000 Códigos de Cuenta de Cotización (CCC), oscilando en distintos años en valores de 1.500.000 y 1.300.000 CCC.
Tanto la afiliación de trabajadores como la inscripción de empresas conllevan un importante esfuerzo gestor que se traduce en un elevado número de actuaciones de la TGSS, cifrado en algo más de 61.000.000 de movimientos.
La Tesorería General participa en el presupuesto de ingresos de la Seguridad Social ya que gestiona, recauda y hace efectivos los ingresos necesarios para cubrir las necesidades del Sistema y, como ejemplo, solo el gasto en pensiones contributivas representa un 10 % del PIB nacional (en 2015 un 10,6 %). En ese sentido, la mayor partida del presupuesto de gastos es la correspondiente a las pensiones contributivas, alrededor de un 85 % del total, cuyo pago realiza la Tesorería General.
Para 2015 se estiman unos recursos por cotizaciones sociales que representan un 80,70 % del presupuesto de ingresos y un gasto en pensiones contributivas de un 84,99 %, del presupuesto de gastos.
Además, el Fondo de Reserva, gestionado por la TGSS, representa cerca de un 4 % en el PIB nacional. En el periodo 2010-2014, la participación fue de una media de un 5,48 %.
Este organismo atiende, presencialmente, a cerca de 10 millones de ciudadanos, una media diaria al año de 39.600 personas; y telefónicamente atiende alrededor de 6 millones de consultas, una media diaria al año de 13.600 llamadas.
En e-administración, ofrece al ciudadano 51 servicios en línea, ubicados en la Sede Electrónica de la Seguridad Social, que recibe en un año más de 71.500.000 accesos. También, se encuentran disponibles 24 trámites de Registro Electrónico de la Tesorería General, que recepciona más de 200.000 solicitudes al año.
Anualmente se informa a los ciudadanos sobre su vida laboral y bases de cotización, mediante una campaña de envío a domicilio, por correo postal de cerca de 20.000.000 comunicaciones.